# Solliev0
『Solliev0』（ソッリエーヴォ）は、日本のテレビドラマ・舞台作品の連動企画作品。和田琢磨と染谷俊之がW主演を務めた。テレビドラマは2024年4月1日から5月6日までテレビ神奈川、4月4日から5月9日までBS11、4月6日から5月11日まで北海道テレビで放送され、舞台は8月2日から12日まで品川プリンスホテル クラブeXで上演された。
2025年10月から、シェアードユニバースタイトルのドラマ『gift』がTOKYO MX、BS日テレなどで放送される。『Solliev0』と同様にテレビドラマ・舞台作品の連動企画。

## あらすじ
異母兄弟である天月冬真と天月春陽が経営するレストラン「Solliev0」。イタリアン料理を提供する表向きのメニューの他に、来店客の悩みやトラブルを解決するという裏メニュー「Solliev0」が存在する。「『Solliev0』とはイタリア語で『慰め』や『救い』を意味します」と来店客に説明をする春陽。ある日、冬真と共に少年が店を訪れる。

## キャスト

### 主要人物
天月冬真（あまつき とうま）
演 - 和田琢磨 / （8歳の冬真）渡邉斗翔
春陽の母親違いの兄。イタリアンレストラン「Solliev0」のオーナーシェフ。
5年前から春陽と共に暮らし、働く。
過去に母を亡くしている。
天月春陽（あまつき はるひ）
演 - 染谷俊之 / （幼少期）島田帆純
冬真の母親違いの弟。財閥系企業「天月ホールディングス」の跡取りであるが、5年前に冬真の所に転がり込み、レストラン「Solliev0」で働いている。30歳になったら家を継ぐという約束をしているが気が進まない。
中学生の頃誘拐されたことがあり、そのトラウマで冬真以外の人間に急に触れられると拒絶反応が出る。
九条虎太郎 （くじょう こたろう）
演 - 廣野凌大
春陽の幼馴染。今はレストラン「Solliev0」で働いているが、元々は天月ホールディングスシステム部のエースだった。
北条空（ほうじょう そら）
演 - 横田龍儀
虎太郎の友人。レストラン「Solliev0」で働き始めて１ヶ月ほど。
久住楓（くずみ かえで）
演 - 井阪郁巳
「天月ホールディングス」の社長秘書。春陽を「ぼっちゃま」と呼び、会社に戻って社長の跡を継ぐようせき立てる。
新田司（にった つかさ）
演 - 谷口賢志
天月ホールディングスのグループ会社、アマツキエステートの代表取締役社長。冬真とは昔からの知り合いの様子。
西沢
演 - 久保侑大
新田の部下。
武元
演 - 正木郁
新田の部下。
天月治良
演 - 冨家ノリマサ
天月ホールディングス社長。冬真、春陽の父親。癌に冒され余命半年であることが3話で明かされた。
天月涼子
演 - 及川莉乃
春陽の母。階段から落ちて亡くなっている。冬真に辛く当たっていた。
詩織
演 - 西原亜希
冬真の母親。故人。

### ゲスト
第1話
加藤悠聖（かとう ゆうせい）
演 - 伊奈聖嵐
母の新しい恋人のことでSolliev0に相談に来た少年。母親を守りたい気持ちが強い。
加藤歩美（かとう あゆみ）
演 - 山本南伊
新しくできた恋人から暴力を受けている。
第2話
御子柴千大（みこしば ちひろ）
演 - 安井一真
春陽の幼馴染。失踪した兄・勇実を探してほしいと依頼する。
御子柴勇実（みこしば いさみ）
演 - 健人
千大の兄。就職に失敗し、ギャンブルに手を出し借金を背負い込み失踪。闇バイトに手を出していた。
第3話
桜井
演 - 斉藤暁
冬真がいた園の園長。

## スタッフ
出典：
- 監督 - 橋本一
- エグゼクティブプロデューサー - 大村恵一、松下卓也、菅谷・みにい・EIKI
- プロデューサー - 安田藍子、林玄規
- 制作プロデューサー - 星名真鶴美
- ラインプロデューサー - 福井真奈
- 脚本 - 大村仁望
- 音楽 - 福田裕彦
- アクション - カラサワイサオ
- 製作 - 「Solliev0」製作委員会（ムービック、キングレコード、テレビ神奈川、MinyMixCreati部）

## 放送日程
| 各話  | 放送日  |
| ----- | ------- |
| 第1話 | 4月01日 |
| 第2話 | 4月08日 |
| 第3話 | 4月15日 |
| 第4話 | 4月22日 |
| 第5話 | 4月29日 |
| 第6話 | 5月06日 |

## 放送局
| 放送期間               | 放送時間                          | 放送局       | 対象地域 | 備考   |
| ---------------------- | --------------------------------- | ------------ | -------- | ------ |
| 2024年4月1日 - 5月6日  | 月曜 23時30分 - 0時（火曜）       | テレビ神奈川 | 神奈川県 | 製作局 |
| 2024年4月4日 - 5月9日  | 金曜 1時30分 - 2時（木曜深夜）    | BS11         | 日本全域 |        |
| 2024年4月6日 - 5月11日 | 日曜 2時35分 - 3時5分（土曜深夜） | 北海道テレビ | 北海道   |        |
| 2024年10月2日 -        | 水曜 22時30分 - 23時              | TOKYO MX     |          |        |
|                        | 水曜 23時 - 0時（木曜）           | BS日テレ     |          |        |

## ネット配信
| 配信開始月       | 配信サイト | 配信料金 | 備考 |
| ---------------- | ---------- | -------- | ---- |
| 2024年4月        |            |          |      |
| TVer             | 見逃し配信 | [ 14 ]   |      |
| Abema TV         | 見逃し配信 | [ 14 ]   |      |
| U-NEXT           | 定額制有料 | [ 14 ]   |      |
| FOD              | 定額制有料 | [ 14 ]   |      |
| hulu             | 定額制有料 | [ 14 ]   |      |
| Lemino           | 定額制有料 | [ 14 ]   |      |
| ひかりTV         | 定額制有料 | [ 14 ]   |      |
| ビデオマーケット | 定額制有料 | [ 14 ]   |      |
| music.jp         | 定額制有料 | [ 14 ]   |      |
| カンテレドーガ   | 定額制有料 | [ 14 ]   |      |

## 舞台
テレビドラマと連動した舞台『Solliev0』が2024年8月2日から12日まで品川プリンスホテル クラブeXで上演された。脚本・演出はほさかよう。
物語はテレビドラマ最終話の続きから始まる。舞台では新たなキャストが加わり、虎太郎の友人・伊藤瑛士を滝澤諒、冬真の秘書・水原悠人を酒寄楓太、謎の男・東堂を吉田晃太郎が演じた。
キャスト
- 天月春陽：染谷俊之
- 天月冬真：和田琢磨
- 久住楓：井阪郁巳
- 御子柴千大：安井一真
- 伊藤瑛士：滝澤諒
- 水原悠人：酒寄楓太
- 東堂：吉田晃太郎
- 西沢：久保侑大
- 武元：正木郁
- 新田司：谷口賢志
- アンサンブル：岡将士、小川隆将、角之倉彰太、松本大輔、柳沢卓
- アンダースタディ：佐藤淳

- 脚本・演出：ほさかよう
- 舞台監督：加藤保浩
- 照明：太田明希（Light Vision）
- 音響：門田圭介
- 映像：川崎貴司
- 舞台美術：平山正太郎
- 衣装スタイリング：網野正和
- ヘアメイク：車谷結
- 現場制作：Ask
- 主催・企画：「Sollievo」製作委員会
- 制作：MinyMixCreati部
- 協力：モストプランニング

## Blu-ray
- Solliev0（2024年12月13日、ムービック）規格品番：MOVC-0440